# Алаторре, Марсело
Марсел́о Гуадалу́пе Алато́рре Мальдона́до (исп. Marcelo Guadalupe Alatorre Maldonado; род. 18 января 1985, Гвадалахара, Мексика) — мексиканский футболист, защитник.

## Клубная карьера
Алаторре — воспитанник клуба «Эстудиантес Текос» из своего родного города. 7 сентября 2005 года в матче против «Веракрус» он дебютировал в мексиканской Примере. 28 января 2010 года в поединке против перуанского «Хуан Аурич» Марсело дебютировал в Кубке Либертадорес.
Летом 2013 года он перешёл в «Леонес Негрос». 11 августа в матче против «Крус Асуль Идальго» Алаторре дебютировал в Лиге Ассенсо. 11 мая 2014 года в поединке против своей бывшей команды «Эстудиантес Текос» Марсело забил свой первый гол за «Леонес Негрос». По итогам сезона он помог клубу выйти в элиту.
Отыграв сезон за «Негрос» на высшем уровне, летом 2015 года Алаторре перешёл в «УНАМ Пумас». 26 июля в матче против «Монтеррея» он дебютировал за «пум». В своём дебютном сезоне Марсело помог команде завоевать серебряные медали чемпионата. В начале 2017 года Алаторре присоединился к «Веракрус». 21 января в матче против «Атласа» он дебютировал за новую команду.
Летом 2017 года Алаторре перешёл в «Венадос». 22 июля в матче против «Минерос де Сакатекас» он дебютировал за новый клуб.
В начале 2018 года Марсело подписал контракт с американским «Лас-Вегас Лайтс». 24 марта в матче против «Рино 1868» он дебютировал в USL.